# Войтех, Вацлав
Вацлав Войтех (чеш. Václav Vojtěch ; 28 ноября 1901 — 6 августа 1932) — чехословацкий географ и полярный исследователь. Доктор наук. Первый в истории чех награждённый высшей американской гражданской наградой — Золотой медалью Конгресса США (1930).

## Биография

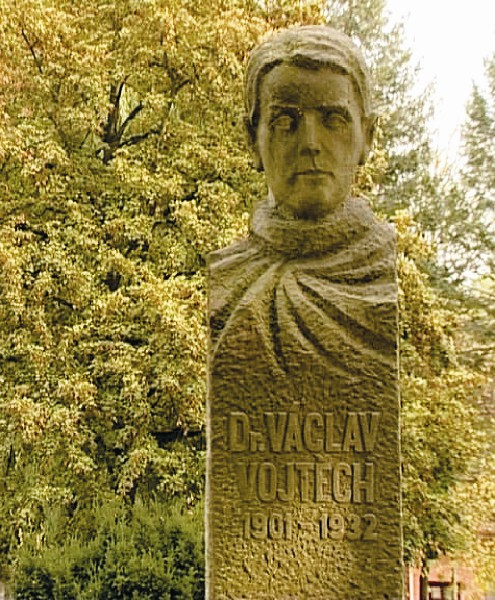
Памятник Вацлаву Войтеху в г. Скрживаны

После окончания гимназии в 1919 году, поступил в Карлов университет в Праге. Затем работал в Национальном архиве и на факультете естественных наук альма-матер.
В 1928—1930 годах участвовал в первой антарктической экспедиции адмирала Ричарда Эвелина Бэрда. 17 января 1929 года, первым из чехов пересёк Южный полярный круг и вступил на континент Антарктида.
24 мая 1930 Вацлав Войтех, в числе 81 участника антарктической экспедиции адмирала Бэрда, был награждён золотой медалью Конгресса США.
Правительство Канады предложило ему исследовать отдаленную часть северо-западной Канады, бассейны рек Юкон и Маккензии. В 1932 году в ходе подготовки к экспедиции по изучению полярного климата и геологии Аляски, Вацлав Войтех приобрёл билет на корабль «Montcalm», который должен был отплыть 5 августа 1932 г. Оправка судна была отложена на неделю, и Войтех 6 августа с друзьями отправился на каноэ по реке Эльбе. В районе г. Садска его лодка налетела на камни и перевернулась. От удара о камни В. Войтех потерял сознание и утонул.
Автор книги об участии в антарктической экспедиции «Námořníkem, topičem a psovodem za jižním polárním kruhem» (1932).